# أرطاة أنيقة
أرطاة أنيقة نباتٌ سام لعائلة جسامنيات الموجودة في الصين ودول آسيوية أخرى. يحتوي على شبه قلويات سامة. 

## الوصف[2]
جنبة معمرة ملتفة برية وزراعية تزينية. أمريكة وقد انتشرت زراعتها في معظم حدائق العالم. سوقها مرطاء تطول من 4 إلى 6 أمتار. أوراقها أبيدة متقابلة، معنَّقة سنانية النصال ازهراها محوري الارتكاز. أزهارها شبه بوقية الشكل خماسية الفلق والأسدية. لونها إلى الباض العاجي تعلوه مشحة وردية. تنويرها يستمر من أوائل حزيران إلى أواخر تموز.